# 立川談春
立川 談春（たてかわ だんしゅん、1966年6月27日 - ）は、落語立川流所属の落語家、俳優。一般社団法人落語立川流副代表。かつての代名詞「今、最もチケットが取れない落語家」は談春自身がつけたキャッチフレーズ。入門した弟子が15名以上辞めている。株式会社フラジール・ルミエール所属。出囃子は『鞍馬』。

## 略歴
- 東京都板橋区生まれ。父親は北海道の泊村出身で[2]、ガスの配管の仕事をしていた[3]。小学校1年時に、埼玉県戸田市へ転居。
- 1984年3月に埼玉県立南稜高等学校を中退し、17歳で7代目（自称5代目）立川談志に入門。 1988年3月3日に二つ目に昇進、1997年9月20日に真打昇進。高座名は前座から変わらず談春を名乗る。
- 2006年10月3日から東京芸術劇場小ホールで古今亭志ん朝を意識した独演会『談春七夜』を公演。翌 2007年には紀伊國屋ホールで 独演会『黒談春』を、紀伊国屋サザンシアターで『白談春』を公演。2008年には歌舞伎座で『立川談志・談春親子会 〜en-taxiの夕べ』を公演。同年12月25日には大阪フェスティバルホールで、同ホール初となる落語の独演会を公演し、談志の十八番『芝濱』を口演するなど精力的に活動[注釈 1]。
- 2010年代にはサンライズプロモーション東京による全国ツアー形式の独演会に活動の主軸を移した。サンライズプロモーション東京がミュージシャンの興行に力を入れていることもあり、2019年8月27日～9月1日、シアターコクーンで『立川談春 35周年記念公演 ～玉響-tamayura～』を、ミュージシャンの日替わりゲスト（ゴスペラーズ・尾崎世界観・aiko・斉藤和義・さだまさし）を招いて行った[4]。2014年から2019年までは戦略コンサルタントの西田陽一に師事し、落語会の開催場所についてアドバイスを受けている。
- 2023年2月から12月にかけて、柳家三三と「牡丹灯籠 俺たちの圓朝を聴け！」と題して、全国7か所全20公演の牡丹灯籠リレー公演を行っている[5]。
- 2023年5月5日、この時点で唯一の弟子の立川こはるが立川小春志を襲名して真打昇進。
- 2024年6月、落語立川流の一般社団法人化に伴い、立川志らくとともに副代表に就任した[6]。
- 2024年12月から2025年2月にかけて、『玉響  さだまさし・立川談春二人会  立川談春四十周年記念公演』を全国７か所で行った。談春は全公演で「芝浜」を演じている[7]。

## 人物
- 初めて聴いた立川談志の落語が「芝浜」であり、好き嫌いや良否を考えるスキも暇も与えてくれない高座に衝撃を受け、その場で談志への入門を決意する[8]。
- 落語立川流に所属しているため、いわゆる寄席の定席には出演しない。客席の照明を消す、終演時に緞帳を下ろさずに来場者と三本締めをする、といった他の落語家には無い演出をする。
- 中学生時代に親に連れて行かれた戸田競艇場で見た加藤峻二に憧れて競艇選手の養成所を目指したが、入所資格の身長を超えていたため断念[9]。噺家となってからも、「競艇ナビゲーター」として競艇中継に度々出演するほか、競艇雑誌、新聞のコラムも執筆していた。また、2015年5月の加藤の引退記者会見にはゲストとして現れ、花束を贈呈している[10]。
- かつて、競艇マクールで、競艇選手・関係者にインタビュー・交流する「立川談春師匠の 俺と一緒に飲みに行こうぜ！」を連載していた。
- 1990年代には弟弟子立川志らく、兄弟子朝寝坊のらく（前名：立川談々）と共に、「立川ボーイズ」として深夜番組『平成名物TV ヨタロー』（TBSテレビ）に出演した。1989年に本名でミュージカルに出演するなど二ツ目時代に落語以外の活動があったが、真打昇進を志らくに先を越されてからは一念発起。真打トライアルで演じた『包丁』は「俺より上手かった」と師匠談志に言われたことを談春は自著のエッセイ『赤めだか』に書いている。
- 福田和也の勧めにより季刊文芸誌『en-taxi』（扶桑社）で、談志との逸話や前座時代のエピソードを記したエッセイ『談春のセイシュン』を連載 (NO.9 - NO.19)。2008年4月20日、『赤めだか』と改題し同社より単行本として刊行された（ISBN 978-4594056155）。
- 国際政治学者の三浦瑠麗と友人である。三浦の夫である三浦清志が逮捕された当日は三浦の事務所を訪れて一緒にウイスキーを飲んでいたと「炎上上等対談（第2回）」（オンライン配信、文藝春秋）で語っている。
- 既婚。子どもはいない。東京都の井の頭恩賜公園で妻にプロレス技をかけて血まみれにしたことがある[11]。
- 弟子について、2014年頃に『噺家が闇夜にコソコソ』に師弟でレギュラー出演していた二ツ目を含めて弟子が相次いで6名廃業した。たくさんいた弟子が辞めたことに対して「辛いんじゃないですか」と2024年8月28日に放送の『徹子の部屋』で述べている。

## 受賞歴
- 1991年 - にっかん飛切落語会　若手落語努力賞
- 1997年 - 第2回林家彦六賞
- 2003年 - 平成14年度彩の国落語大賞
- 2004年 - 平成15年度国立演芸場花形演芸大賞
- 2008年 - 第24回講談社エッセイ賞（『赤めだか』）
- 2025年 - 第75回芸術選奨文部科学大臣賞[12]

## 弟子

### 真打
- 立川小春志

### 廃業
- 立川はる一
- 立川春太[13][14]
- 立川はるく
- 立川春吾
- 立川春樹
- 立川はるか
- 立川春松
- 立川春太郎
- 立川春来
- 立川ちはる
- 立川春次郎

入門した男性の全員が廃業しているため、女流真打ちの小春志が唯一の弟子である。
噺家が闇夜にコソコソの配信企画では誕生日プレゼントを手渡した弟子に対して「ふざけてんのかテメェ」と怒鳴りながら受け取ったプレゼントを投げつける動画が配信されていた（現在は配信されていない）。自我のない状態に弟子を置くため、まずプライドを徹底的に叩き壊すと語っている。談春一門は落語立川流の昇進基準に加えて以下の条件が設けられているが、この条件を満たしたのは立川春吾のみ。
- 談春門下の前座でいられる期間は入門してから5年間で、それまでに二つ目に上がれなければ破門される。
- 二ツ目昇進の試験は1度限り。

ビートたけしが「立川梅春」を名乗って高座に上がることがある。2015年3月のテレビ番組内において発言したのが発端だが、同月の立川談春三十周年記念落語会（国立演芸場）で客演した際に、実際に名乗っている。

## 出演

### バラエティ番組
- 平成名物TV ヨタロー（1990年4月28日 - 1991年4月6日、TBS）
- これでいいのダ？（CBCテレビ）
- ソリトン 野望山馳参寺!（1994年4月10日 - 1995年3月26日、NHK教育テレビジョン） - ナビゲーション坊主
- アンモナイト（1995年4月 - 1995年9月、テレビ東京）
- 競艇の時間ですヨ!（MONDO21）
- 非破壊検査PRESENTS 「お江戸ミステリー 家康が最も怖れた仕掛人」（2011年1月23日、日本テレビ） - お江戸案内人
- 噺家が闇夜にコソコソ（特番：2013年12月29日、レギュラー放送：2014年4月1日 - 2014年9月23日、フジテレビ）
- SWITCHインタビュー 達人達　立川談春✕古川周賢（僧侶）(2016年5月7日、NHKEテレ）
- サワコの朝（2020年1月18日、MBS）選んだ2曲は「道化師のソネット（さだまさし）」「月が溶ける（aiko）」
- 日曜日の初耳学（2022年1月30日、MBS）
- 18H物語（イチハチヒストリー）[18]（2023年7月4日 - 2024年12月、BSジャパネクスト）
- ベスコングルメ（2024年5月5日、TBSテレビ）
- らくごのお時間（2024年6月9日、MBS）
- ボートレースSGレース解説（日本レジャーチャンネル他テレビ中継）出演多数。

### テレビドラマ
- 世にも奇妙な物語「あの日に帰りたい」（1991年1月17日、フジテレビ）
- 黒い十人の黒木瞳III 「黒いカウンターの女」（2013年6月30日、NHK BSプレミアム） - 店主 役
- ルーズヴェルト・ゲーム（2014年4月27日 - 6月、TBS） - 坂東昌彦 役
- 下町ロケット（2015年10月 - 12月、2018年10月 - 12月、TBS） - 殿村直弘 役[19]
- 読売テレビ開局60年記念スペシャルドラマ 天才を育てた女房（2018年2月23日、読売テレビ） - 木下雅則 役[20]
- 大河ドラマ（NHK）
  - いだてん〜東京オリムピック噺〜 第42回（2019年11月10日） - 池田勇人 役
  - どうする家康 第17回 - 第25回（2023年5月7日 - 7月2日） - 佐久間信盛 役[21]
- ドラマスペシャル「はぐれ刑事三世」（2020年10月15日、テレビ朝日）- 河辺一成 役
- 波よ聞いてくれ 第3話（2023年5月5日、テレビ朝日） - 鼓田マコト 役[22]
- ブラックペアン シーズン2 第3話（2024年7月21日、TBS） - 梶谷孝利 役[23]

### 映画
- 落陽（1992年9月15日、にっかつ）
- 忍びの国（2017年7月1日、東宝） - 百地三太夫 役[24]
- あいあい傘（2018年10月26日、SDP） - 東雲六郎 役[25]
- 七つの会議（2019年）- 江木恒彦 役[26]
- 映画 マイホームヒーロー（2024年、ワーナー・ブラザース映画） - 安元浩司 役[27]
- 八犬伝（2024年10月25日、キノフィルムズ） - 鶴屋南北 役[28]

### テレビアニメ
- ボールルームへようこそ（2017年8月20日）- 鼻毛石天平 役

### 劇場アニメ
- 百日紅 〜Miss HOKUSAI〜（2015年5月9日） - 萬字堂 役[29]
- 北極百貨店のコンシェルジュさん（2023年10月20日） - ワライフクロウ夫 役[30]

### ラジオ
- ラジオ『赤めだか』立川談春青春記（2009年、文化放送）[31]
- ラジオシアター〜文学の扉（TBSラジオ）
  - 「走れメロス」（2011年10月23日・30日）
  - 「お伽草紙〜舌切雀」（2017年6月11日・18日）
  - 「人間失格」（2021年8月1日・8日）
- 今日（京）は一日“さだまさし”三昧（2015年2月21日 NHK-FM） - 司会進行
- ACTION （2019年4月4日、2019年8月13日、2020年9月22日（以上ゲスト）、2019年12月31日（代打パーソナリティ）、TBSラジオ）[32]
- これが宮治でございます（TBSラジオ、2024年1月28日、2月4日）- ゲスト
- 強くてやさしい金曜日（TBSラジオ、2024年3月）- ゲスト

### ナレーション
- 映画『ハロルドが笑う その日まで』予告編（2016年）[33]
- 土曜スペシャル・昇太のレトロを探そう（2017年11月11日・2018年2月17日、テレビ東京）[注釈 3]
- 『さだまさしが生まれた場所で～さようならNBCビデオホール～』（2022年5月11日、長崎放送）[34]

### ＣＭ
- サントリー『BOSS』「宇宙人ジョーンズの地球調査シリーズ『老舗』」（2019年9月）[35]

### 舞台
- ミュージカル 坂本龍馬（1989年、新神戸オリエンタル劇場・日本青年館）出演：西城秀樹、雪村いづみ、羽賀研二 ほか。  脚本：松山善三
- 絵姿女房（1993年7月、俳優座劇場) 地人会公演。 矢代静一作、石沢秀二演出、出演：毬谷友子、立川談春、小林勝也 ほか。『弥々』との同時上演。[36][37]
- The Name（2013年1月-2月、下北沢本多劇場）- 作・演出：鈴木おさむ、出演：今田耕司、立川談春、大窪人衛（イキウメ）。今田耕司×鈴木おさむの舞台シリーズ第4弾[38]。

### オンライン配信
- 文蔵組落語会（第3回）- （2020年4月22日、三代目橘家文蔵組・トリプルフィールドネットワーク)
- 炎上上等対談（第2回）- 立川談春✕三浦瑠麗「芝浜と夫婦の情愛」（2023年3月21日、文藝春秋）-　ゲスト

## 作品

### CD
- 20年目の収穫祭（2005年7月21日、プライエイド）

『九州吹き戻し』
『文七元結』
- 来年3月15日（2006年3月15日、プライエイド）

『紺屋高尾』
『明烏』
- さだまさしトリビュート さだのうた（2008年10月22日、ユーキャン）[注釈 4]

『父さんとポチ』

### ビデオ
- 平成名物テレビ ヨタロー（1991年5月、ナイタイ出版）
- 平成名物テレビ ヨタロー2（1991年12月、ナイタイ出版）

### DVD
- 立川談志 立川談春 親子会 in 歌舞伎座 ~伝承というドキュメンタリー~（2008年12月19日、竹書房）

## 著書

### 書籍
- 赤めだか（2008年4月、扶桑社）（2015年12月、扶桑社文庫） - 第24回講談社エッセイ賞受賞。テレビドラマ化され、2015年12月28日、TBSで年末ドラマ特別企画「赤めだか」として放送。
- 談春 古往今来(2014年9月、新潮社）
- 古典と新作 らくご絵本 夢金（2017年2月、あかね書房）- 著：立川談春、編集：ばばけんいち、絵：寺門孝之
- 橘蓮二写真集 噺家 立川談春（2010年4月、河出書房新社）
- ボクらの時代 芸とロック 悩みながら前に進む（2011年11月、扶桑社）- 斉藤和義・千原ジュニアとの共著（番組内容の書籍化）

### 解説
- 安藤鶴夫 『三木助歳時記 下』（2008年3月、河出文庫）
- 春風亭昇太『楽に生きるのも、楽じゃない』（2017年3月、文春文庫）- 巻末で春風亭昇太と語りおろし対談。
- 立川談志、（写真）『芸談 昭和落語家伝』（2023年10月、中公文庫）

### 関連書籍
- 橘蓮二（写真）吉川潮（文）『高座の七人』（2001年12月、講談社文庫）
- 八木忠栄『落語はライブで聴こう』（2005年9月、新書館）
- 橋上寿子『恋寄席通い』（2006年7月、現代書林）
- 瀧口雅仁『平成落語論 - 12人の笑える男』(2009年2月、講談社新書）
- 阿川佐和子『阿川佐和子の会えばドキドキ この人に会いたい7』（2009年11月、文春文庫）
- 広瀬和生『この落語家をよろしく』（2010年6月、講談社）
- 立川志らく『立川流鎖国論』（2010年11月、梧桐書院）
- 奥山コーシン『放送作家が教える売れる雑談』（2010年9月、産経新聞出版）
- 立川談志・福田和也・石原慎太郎・立川談春『談志 名跡問答』（2012年4月、扶桑社）
- 広瀬和生『噺家のはなし』（2012年5月、小学館）
- 藤山直樹『落語の国の精神分析』（2012年11月、みすず書房）
- 橘蓮二『カメラを持った前座さん』（2013年8月、ちくま文庫）
- 立川談志『立川談志 東横落語会 CDブック』（2015年3月、小学館）
- さだまさしとゆかいな仲間たち『うらさだ』（2018年10月、小学館）

## 演じた俳優
- 二宮和也（ドラマ「赤めだか」、2015年）